# Euselasia eubule
Euselasia eubule is een vlindersoort uit de familie van de prachtvlinders (Riodinidae), onderfamilie Euselasiinae.
Euselasia eubule werd in 1869 beschreven door R. Felder.